# Gonzaga (Cagayan)
Gonzaga é um município de  primeira classe de renda municipal (d) na província Cagayan, nas Filipinas. De acordo com o censo de 1 de maio  de  2020 possui uma população de 41 680 pessoas e 9 685 domicílios.